# 2000 FU53
2000 FU53, também escrito como 2000 FU53, é um objeto transnetuniano (TNO) que está localizado no cinturão de Kuiper, uma região do Sistema Solar. Este corpo celeste é classificado como um plutino, pois, o mesmo está em uma ressonância orbital de 2:3 com o planeta Netuno. Ele possui uma magnitude absoluta (H) de 8,1 e, tem um diâmetro estimado com cerca de 88 km.

## Descoberta
2000 FU53 foi descoberto no dia 31 de março de 2000 pelos astrônomos  S. S. Sheppard, D. C. Jewitt eC. A. Trujillo.

## Órbita
A órbita de 2000 FU53 tem uma excentricidade de 0.075 e possui um semieixo maior de 42.392 UA. O seu periélio leva o mesmo a uma distância de 39.198 UA em relação ao Sol e seu afélio a 45.587.